# Central Hockey League 1982-1983
La stagione 1982-1983 è stata la 20ª edizione della Central Hockey League, lega di sviluppo creata dalla National Hockey League per far crescere i giocatori delle proprie franchigie. La stagione vide al via sei formazioni e al termine dei playoff gli Indianapolis Checkers conquistarono la loro seconda Adams Cup.

## Squadre partecipanti
Rispetto alla stagione precedente si sciolsero i Cincinnati Tigers, i Dallas Black Hawks, i Fort Worth Texans e gli Oklahoma City Stars, si trasferirono i Nashville South Stars, mentre si iscrissero i Birmingham South Stars e i Colorado Flames.
- Birmingham South Stars
- Colorado Flames
- Indianapolis Checkers
- Salt Lake Golden Eagles
- Tulsa Oilers
- Wichita Wind

## Stagione regolare
|  | Pos. | Squadra                 | Pt  | G  | V  | S  | N | GF  | GS  | DR  |
|  | ---- | ----------------------- | --- | -- | -- | -- | - | --- | --- | --- |
|  | 1.   | Indianapolis Checkers   | 102 | 80 | 50 | 28 | 2 | 335 | 242 | +93 |
|  | 2.   | Colorado Flames         | 85  | 80 | 41 | 36 | 3 | 322 | 322 | 0   |
|  | 3.   | Birmingham South Stars  | 84  | 80 | 41 | 37 | 2 | 297 | 297 | 0   |
|  | 4.   | Salt Lake Golden Eagles | 83  | 80 | 41 | 38 | 1 | 318 | 312 | +6  |
|  | 5.   | Tulsa Oilers            | 65  | 80 | 32 | 47 | 1 | 282 | 321 | -39 |
|  | 6.   | Wichita Wind            | 61  | 80 | 29 | 48 | 3 | 286 | 346 | -60 |

Legenda:

      Ammesse ai Playoff
Note:

Due punti a vittoria, un punto a pareggio, zero a sconfitta.

## Playoff
|  | Semifinali | Semifinali              | Semifinali |                        |   | Finale                | Finale | Finale |  |
|  |            |                         |            |                        |   |                       |        |        |  |
|  | 1          | Indianapolis Checkers   | 4          |                        |   |                       |        |        |  |
|  | 1          | Indianapolis Checkers   | 4          |                        |   |                       |        |        |  |
|  | 4          | Salt Lake Golden Eagles | 2          |                        |   |                       |        |        |  |
|  | 4          | Salt Lake Golden Eagles | 2          |                        | 1 | Indianapolis Checkers | 5      |        |  |
|  |            |                         |            |                        | 1 | Indianapolis Checkers | 5      |        |  |
|  |            |                         | 3          | Birmingham South Stars | 2 |                       |        |        |  |
|  | 2          | Colorado Flames         | 3          | Birmingham South Stars | 2 | 2                     |        |        |  |
|  | 2          | Colorado Flames         |            |                        |   |                       |        |        |  |
|  | 3          | Birmingham South Stars  | 4          |                        |   |                       |        |        |  |

## Premi CHL
- Adams Cup: Indianapolis Checkers
- Bobby Orr Trophy: Gord Dineen (Indianapolis Checkers)
- Bob Gassoff Trophy: Gord Dineen (Indianapolis Checkers)
- Don Ashby Memorial Trophy: Don Laurence (Indianapolis Checkers)
- Jake Milford Trophy: Gene Ubriaco (Birmingham South Stars)
- Ken McKenzie Trophy: Larry Floyd (Wichita Wind)
- Max McNab Trophy: Bruce Affleck (Indianapolis Checkers)
- Phil Esposito Trophy: Wes Jarvis (Birmingham South Stars)
- Terry Sawchuk Trophy: Kelly Hrudey e Robert Holland (Indianapolis Checkers)
- Tommy Ivan Trophy: Kelly Hrudey (Indianapolis Checkers)